# 노스롭그루먼
노스롭그루먼(영어: Northrop Grumman Corporation, NYSE: NOC)은 미국의 대표적인 다국적 항공우주산업 제조회사이자 2019년 기준 세계 1위의 방위산업체다. 전투기, 폭격기 등 항공기를 생산하며, 미국 최대의 군함 제작사이기도 하다. 미국은 국내법률인 존스액트에 의해 외국산 군함의 수입을 금지하고 있다. 1994년 노스롭이 그루먼을 인수합병했다.

## 역사
1939년 잭 노스롭이 캘리포니아주에서 처음으로 회사를 설립했고, 1985년 델라웨어주에서 노스롭 주식회사로 법인전환했다.

## 사업분야

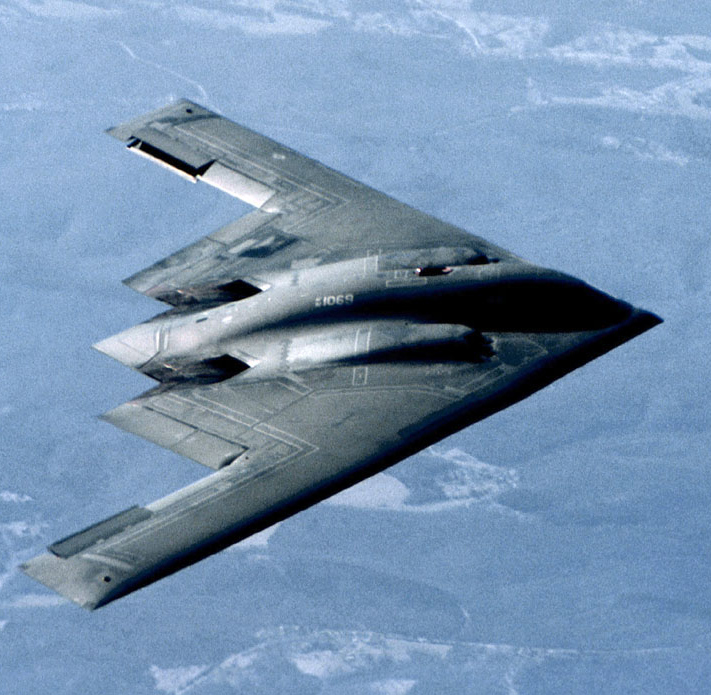
노스롭그루먼이 제작, 생산한 B-2 스피릿 스텔스 폭격기

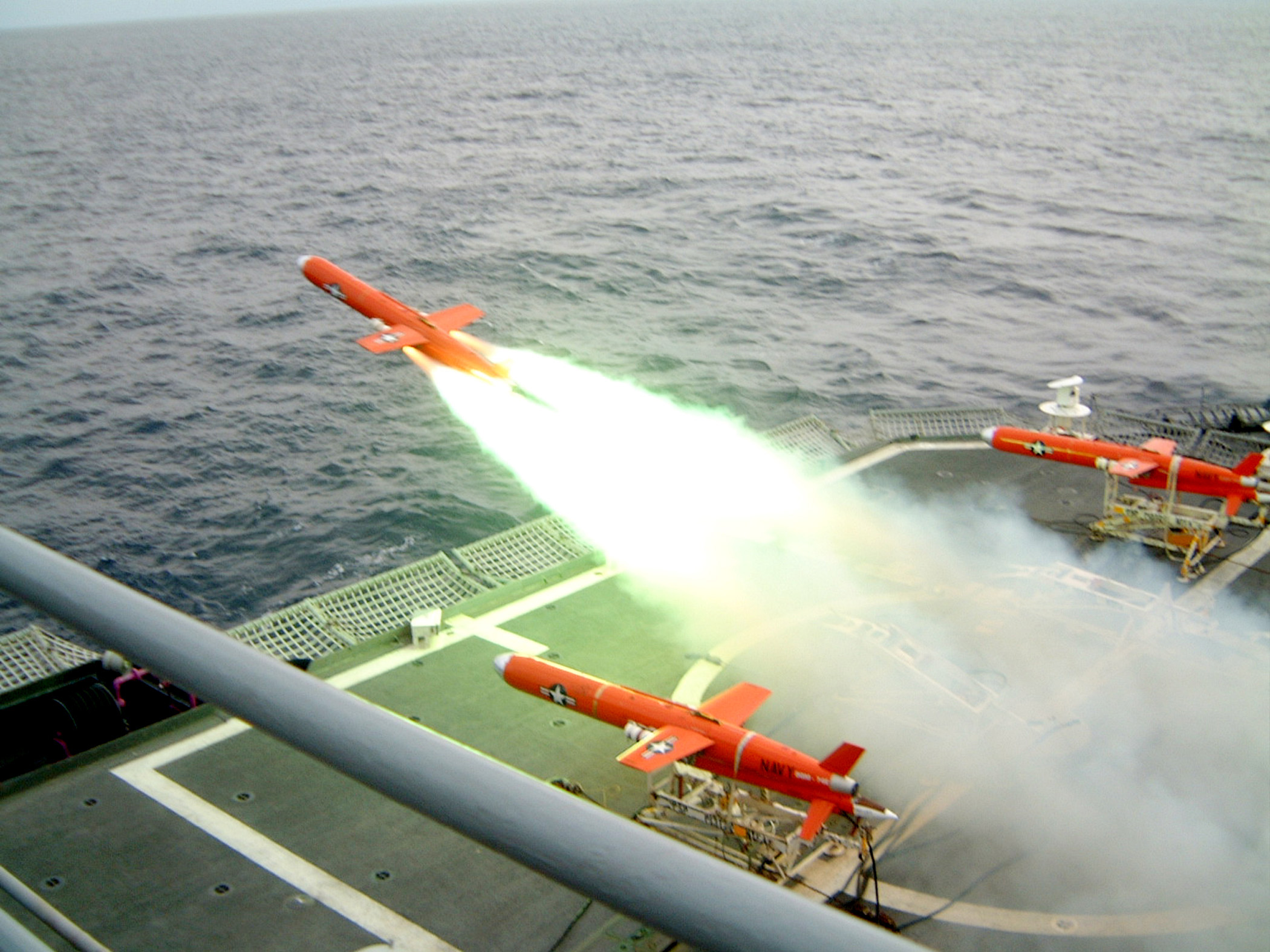
A BQM-74 Chukar unmanned aerial drone launches from a US Navy vessel

87억 달러짜리 '제임스 웨브 우주 망원경' 렌더링(완성 예상도)